# برونو باونی
برونو باونی (انگلیسی: Bruno Baveni؛ زادهٔ ۱۵ دسامبر ۱۹۳۹) بازیکن فوتبال اهل ایتالیا است.
از باشگاه‌هایی که در آن بازی کرده‌است می‌توان به باشگاه فوتبال جنوآ و باشگاه فوتبال آ.ث. میلان اشاره کرد.